# Inspektor Gadżet 2
Inspektor Gadżet 2 (ang. Inspector Gadget 2) – amerykańska komedia przygodowa z 2003 roku w reżyserii Alexa Zamma. Wyprodukowany przez Walt Disney Pictures. Kontynuacja filmu Inspektor Gadżet z 1999 roku.

## Fabuła
Szefowie policji w Riverton chcą zastąpić Inspektora Gadżeta (French Stewart) wielofunkcyjnym robotem wyglądającym jak kobieta. Tymczasem Klauf (Tony Martin) ucieka z więzienia i planuje przestępstwo stulecia. Chce ukraść złoto warte 5 bilionów dolarów. Tylko Gadżet może go powstrzymać.

## Obsada
- French Stewart – Inspektor Gadżet
- Elaine Hendrix – G2
- Tony Martin – Dr. Claw
- Caitlin Wachs – Penny
- Mark Mitchell – Quimby
- Sigrid Thornton – burmistrz Wilson
- D.L Hugley – gadżetomobil (głos)
- Bruce Spence – Baxter
- Jeff Bennett – Łepek (głos)
- Alethea McGrath – pani Quimby